# 조재룡 (배우)
조재룡(1976년 4월 13일 ~ )은 대한민국의 배우이다.

## 학력
- 서울예술대학 연극과 졸업

## 출연작

### 드라마
| 연도      | 제목                                | 역할              | 비고     |
| --------- | ----------------------------------- | ----------------- | -------- |
| 2008      | 땀의 순교자 탁덕 최양업             | 전염병교우촌 신자 |          |
| 2012      | 유령                                | 바른용역업체 사장 |          |
| 2012      | 유리가면                            | 이정학            |          |
| 2013      | 남자가 사랑할 때                    | 윤동구            |          |
| 2013      | 드라마 페스티벌 - 이상 그 이상      |                   |          |
| 2014      | 골든크로스                          | 줄자              |          |
| 2015      | 빛나거나 미치거나                   | 뱀눈사내          |          |
| 2015      | 화정                                | 방근              |          |
| 2015      | 송곳                                | 허 과장           |          |
| 2016      | 몬스터                              |                   |          |
| 2016      | 동네의 영웅                         |                   |          |
| 2016      | 딴따라                              | 정상무            |          |
| 2016      | 38사기동대                          | 심용재 과장       |          |
| 2016      | THE K2                              | 성비서            |          |
| 2016      | 1%의 어떤 것                        | 강동석            |          |
| 2016      | 이번 주 아내가 바람을 핍니다        |                   |          |
| 2017      | 피고인                              | 오혁주 / 우럭     |          |
| 2017      | 귓속말                              | 유종수            |          |
| 2017      | 애타는 로맨스                       |                   |          |
| 2017      | 듀얼                                | 진병준            |          |
| 2017      | 엽기적인 그녀                       | 백정              |          |
| 2017      | KBS 드라마 스페셜 - 만나게 해, 주오 | 하야토            |          |
| 2017      | 알 수도 있는 사람                   |                   | 특별출연 |
| 2017      | 이판사판                            | 송호찬            |          |
| 2017      | 언터처블                            | 주태섭            |          |
| 2018      | 데릴남편 오작두                     |                   |          |
| 2018      | EXIT                                |                   |          |
| 2018      | 너도 인간이니?                      | 박비서            |          |
| 2018      | 미스 함무라비                       |                   |          |
| 2018      | 백일의 낭군님                       | 조부영 현감       |          |
| 2018      | 흉부외과 - 심장을 훔친 의사들       | 황진철의 형       | 특별출연 |
| 2018      | 운명과 분노                         |                   |          |
| 2019      | 봄이 오나 봄                        | 노숙자 역         | 특별출연 |
| 2019      | 아름다운 세상                       | 박승만            |          |
| 2019      | 초면에 사랑합니다                   | 엄한일            |          |
| 2020      | 머니게임                            | 조희봉            |          |
| 2020      | 모범형사                            | 조성대            |          |
| 2020      | 날아라 개천용                       | 장해열            |          |
| 2021      | 로스쿨                              | 이만호            |          |
| 2021      | 라켓소년단                          | 음식점 사장       | 특별출연 |
| 2021      | 보이스 4                            | 강만호            |          |
| 2021~2022 | 너의 밤이 되어줄게                  | 남진상            |          |
| 2023      | 청춘월담                            | 조원오            |          |
| 2023      | 킹더랜드                            | 부장              | 특별출연 |
| 2023      | 경성크리처                          |                   |          |

### 영화
- 2007년 《1번가의 기적》 ... 옥생 역
- 2007년 《마을금고 연쇄습격사건》 ... 방탄복 뺏기는 경찰 역
- 2008년 《크로싱》 ... 탄부 5 역
- 2009년 《말보로 전쟁》 ... 단속경찰 역
- 2010년 《마음이 2》 ... 조 순경 역
- 2010년 《소와 함께 여행하는 법》 ... 조계사 친구 1 역
- 2011년 《풍산개》 ... 암살단 2 역
- 2011년 《의뢰인》 ... CCTV 직원 역
- 2011년 《위도》 ... 김원일 역
- 2012년 《부러진 화살》 ... 왕제비 역
- 2012년 《바람과 함께 사라지다》 ... 순라군 1 역
- 2012년 《피에타》 ... 계송 역
- 2012년 《가족시네마》 ... 도연 부 역
- 2013년 《짓》 ... 흥신소 사장 역
- 2013년 《더 웹툰: 예고살인》 ... 선기 조수 1 역
- 2013년 《팬티 벗고 덤벼》 (단편)
- 2014년 《일대일》 ... 그림자 5 역
- 2015년 《살인재능》 ... 닭도매가게 주인 역
- 2016년 《히야》 ... 오 피디 역
- 2016년 《그물》 ... 북한군 소대장 역
- 2016년 《흔들리는 물결》 ... 단양병원 계장 역
- 2018년 《조선명탐정: 흡혈괴마의 비밀》 ... 이방 역
- 2022년 《비상선언》 ... 듀티매니저 역
- 2022년 《탄생 》 ...  박희수 역